# 志道大蔵少輔
志道 大蔵少輔（しじ おおくらのしょう）は、戦国時代の武将。毛利氏の家臣。毛利元就・隆元父子を支えた重臣である志道広良の嫡男。祖父・元良や父・広良と同じく「太郎三郎」の通称と「大蔵少輔」の官途名を名乗ったが、諱は不明。

## 生涯
毛利氏の執政を務めて毛利元就・隆元父子を支えた重臣である志道広良の嫡男として生まれる。
大永7年（1527年）に尼子経久が大軍を率いて備後国に出陣すると、大内義興は安芸国の各地で安芸武田氏と戦っていた陶興房を備後国に派遣し、備後国方江田において陶軍と尼子軍のにらみ合いとなった。
同年8月9日、備後国三谿郡和智郷における細沢山合戦では父・広良が毛利軍を率いて尼子軍と戦ったが、この合戦で大蔵少輔は米原山城守を討ち取る武功を挙げ、毛利元就から感状を与えられる。同年8月13日には陶興房からの注進を受けた大内義興が大蔵少輔の武功を賞しており、陶興房の注進の結果、大内義興の意を受けた鷲頭式部少輔から賞された事が8月22日の陶興房からの書状によって伝えられている。
天文3年（1534年）、嫡男の元保が生まれる。
天文8年（1539年）9月13日、父・広良に先立って死去。大蔵少輔の死を知った大内義隆もその死を惜しみ、同年9月17日には志道広良の愁傷を憐察した旨を弘中隆兼に伝えている。
大蔵少輔の死去に伴い、幼少の嫡男である元保が後継となった。